# Leidse Katoenmaatschappij

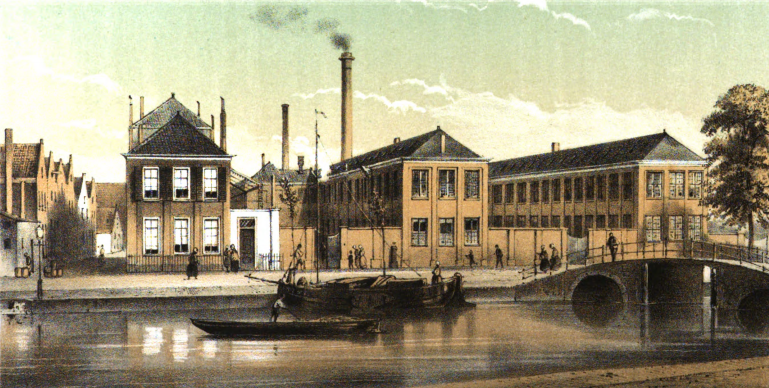
De fabriek in 1859

De Leidse Katoenmaatschappij was van 1836 tot 1936 gevestigd op een terrein tussen de Herengracht en de Zijlsingel in de Nederlandse stad Leiden. Op een deel van het voormalige fabrieksterrein aan de Zijlsingel is nu het Katoenpark aangelegd.
De Leidsche Katoenmaatschappij is in 1756 opgericht in het Belgische Lier bij Antwerpen onder de naam De Heyder en Co. In 1835 werden de activiteiten verplaatst naar Leiden. Tien jaar later kwam het bedrijf in handen van de fabrikantenfamilie Driessen. Louis (Peter Ludwig Carl) Driessen (Bocholt, 1 maart 1823 - Leiden, 28 november 1904) werd directeur en mede-eigenaar. De fabriek had toen een slechte naam, omdat er veel kinderen werkten die als hulp voor de handdrukkers werden ingezet, soms al op zesjarige leeftijd. Vanaf 1887 namen de zonen van Louis, Felix H.A. Driessen (1855-1936) en Carl Theodoor Driessen (1858-1936), geleidelijk de leiding van hun vader over. Felix maakte ook naam als colorist, d.w.z. als kleurdeskundige.
Rond 1900 was de Leidsche Katoenmaatschappij de grootste fabriek in Leiden, maar doordat tijdens de Eerste Wereldoorlog gebrek ontstond aan grondstoffen en een deel van de export wegviel kwam het bedrijf in de problemen, die het nooit meer goed te boven kwam. Het aantal werknemers daalde van duizend naar vijfhonderd. In 1934 werd het werk stilgelegd en twee jaar later werden de fabrieksgebouwen gesloopt en het bedrijf geliquideerd. Het bedrijf ging niet failliet, de obligaties konden nog worden uitbetaald en de preferente aandelen gedeeltelijk. Het familiebedrijf had 100 jaar bestaan.
In Museum De Lakenhal bevinden zich sindsdien grote aantallen stalen en stalenboeken die vroeger dienden om de klanten een keuze te laten maken uit de verschillende stofontwerpen. In het TextielMuseum (Tilburg) bevinden zich stalenboeken die gemaakt zijn tijdens de leerperiode van verschillende medewerkers van de Leidsche Katoenmaatschappij. De medewerkers, waaronder leden van de familie Driessen reisden naar verschillende West-Europese textieldrukkers om het vak daar te leren. Daarnaast zijn in het TextielMuseum de laboratoriumboeken van de Leidsche Katoenmaatschappij aanwezig. In de laboratoriumboeken werden de proeven voor het verf- en drukproces vastgelegd, inclusief de fouten.

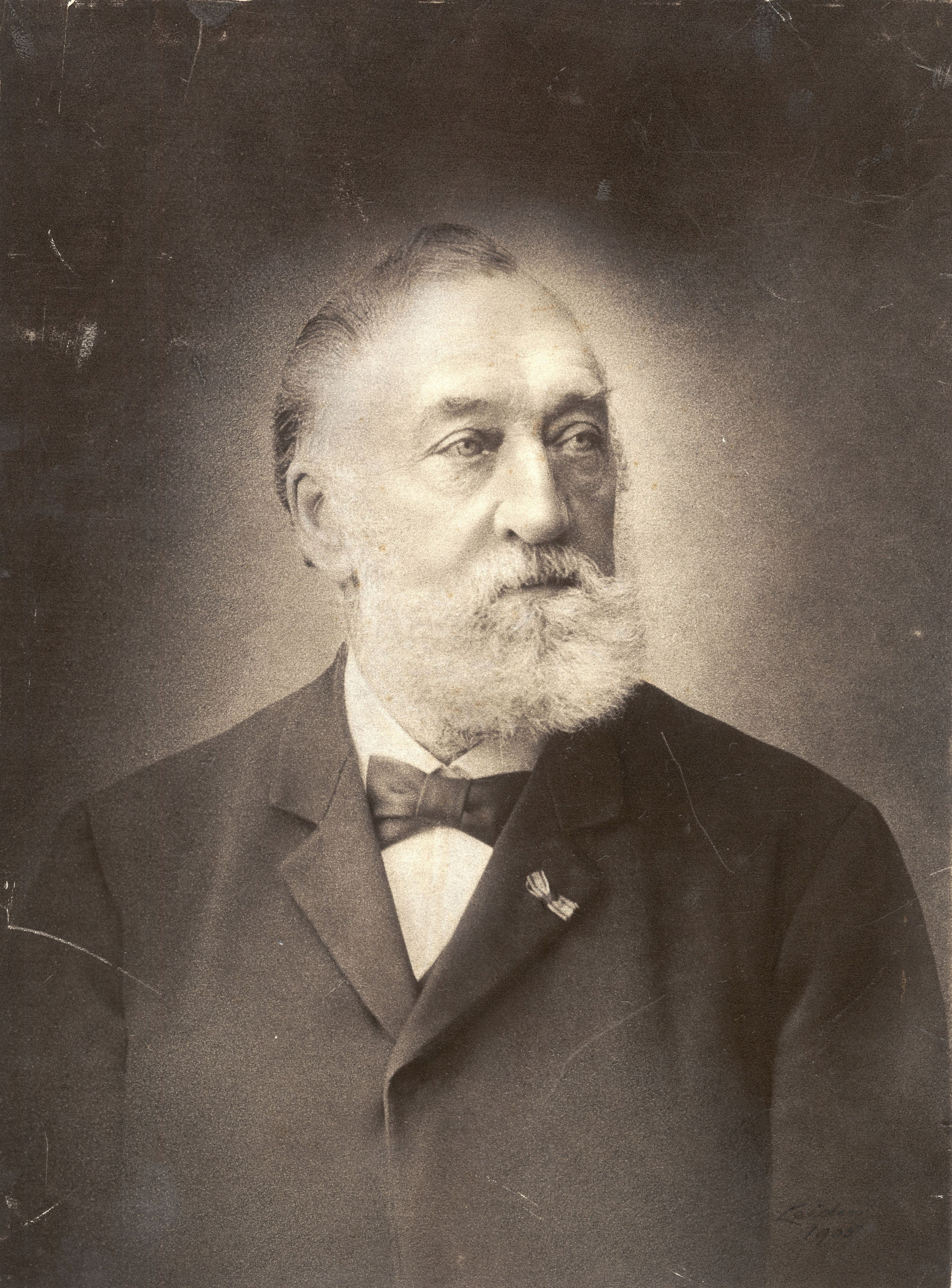
Louis (Peter Ludwig Carl) Driessen
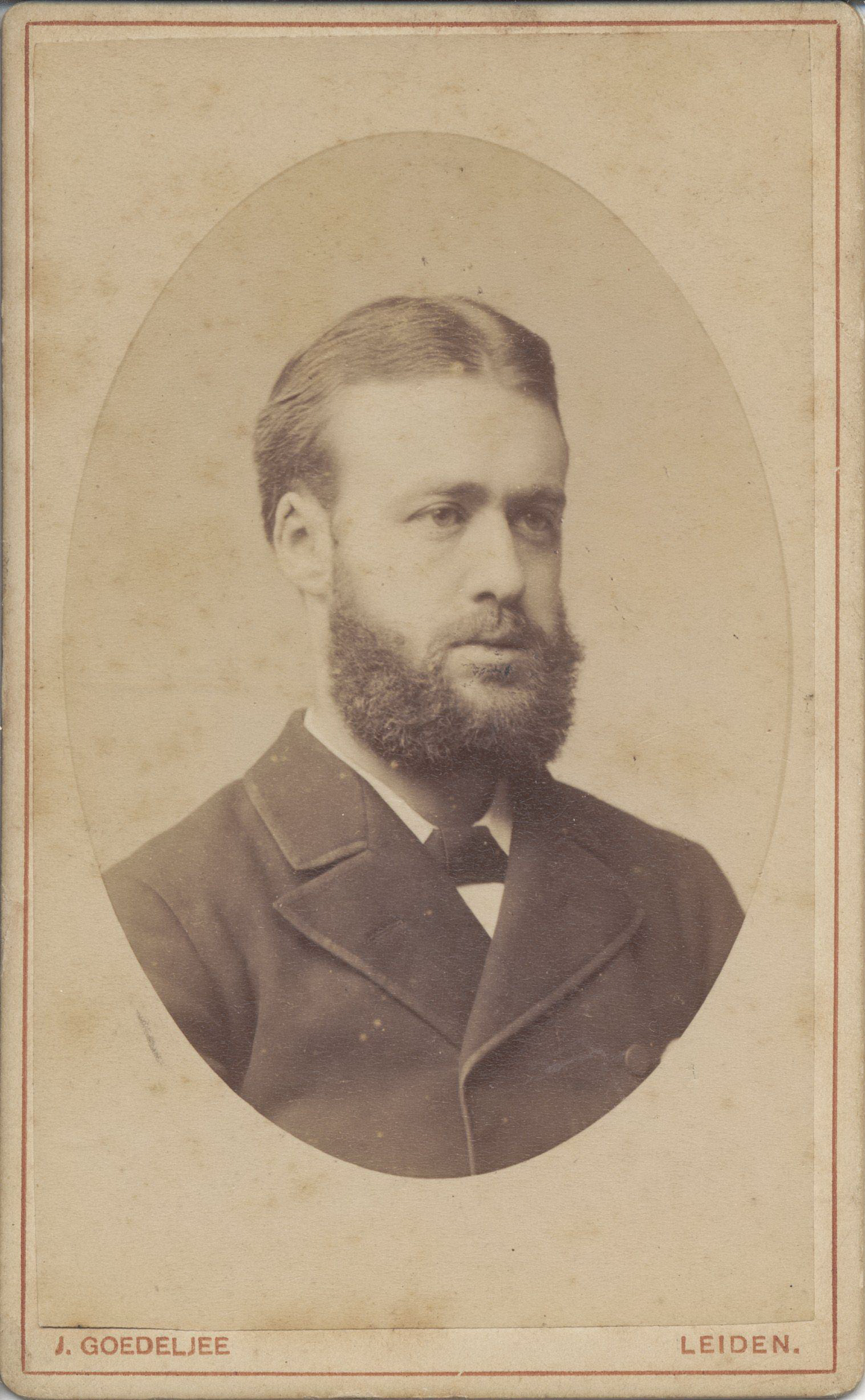
Felix H.A. Driessen
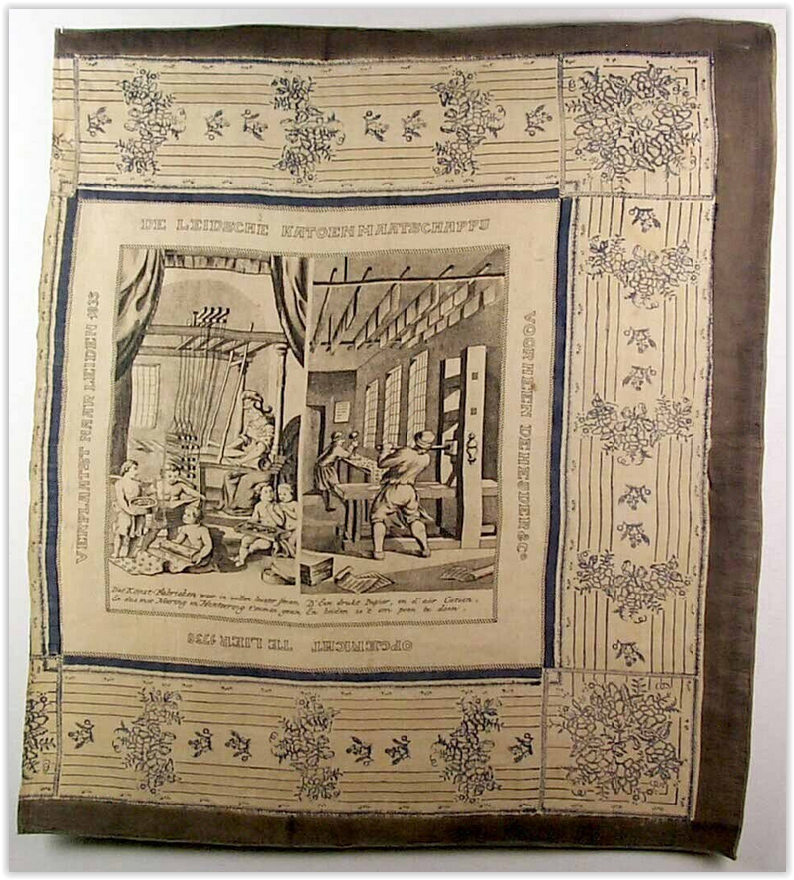
Gedenkdoek Leidsche Katoen Maatschappij
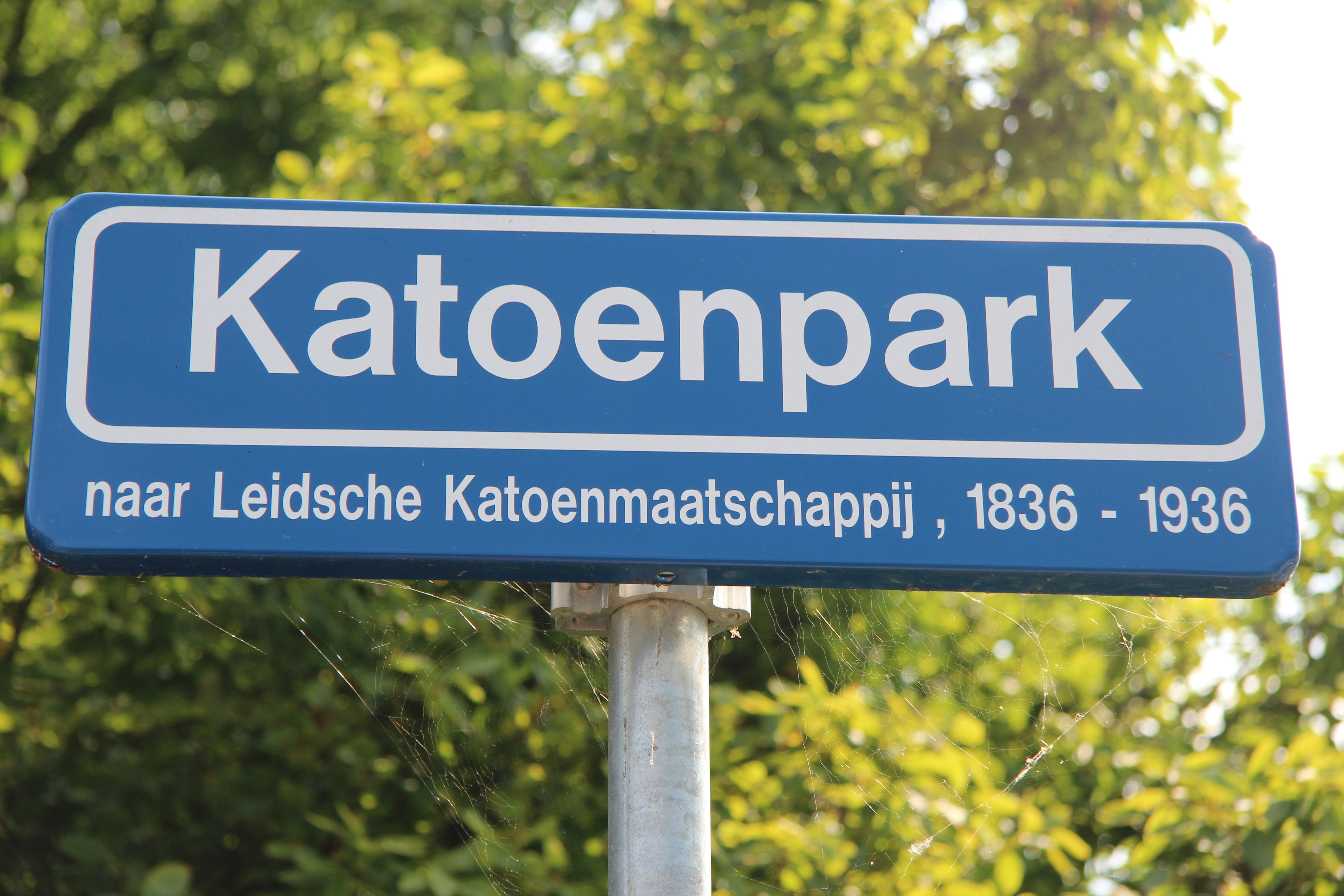
Naambordje